# André Lurçat
Pour les articles homonymes, voir Lurçat.
André Lurçat, né le 27 août 1894 à Bruyères (Vosges) et mort le 11 juillet 1970 à Sceaux, est un architecte français.

## Biographie
Fils du receveur des postes Lucien Lurçat et de Marie Lhôte, André Lurçat entre à l'École des beaux-arts de Nancy en 1911. Diplômé de l'École des beaux-arts de Paris en 1923, il travaille dans le cabinet de Robert Mallet-Stevens. Avec l’appui de son frère aîné le peintre Jean Lurçat, il construit à partir de 1924 un ensemble d’ateliers d’artistes qui fait de lui l’un des architectes modernes les plus en vue.
Il est membre fondateur des CIAM (Congrès internationaux d'architecture moderne). Mais il prend position pour un modernisme modéré en 1929, rejoignant l'Union des artistes modernes de Mallet-Stevens.
André Lurçat édifie en 1933 pour la municipalité de Villejuif le groupe scolaire Karl-Marx. Fort de ce succès, il est invité à Moscou en 1934 et y travaille jusqu'en 1937.
Après avoir participé à la création du Front national des architectes résistants, il est chargé en 1945 du plan de Reconstruction de Maubeuge après la Seconde guerre mondiale. Ce sera le plus gros chantier de sa vie, le site idéal pour une redéfinition totale du concept urbain. Membre du conseil d’architecture du ministère de la Reconstruction et de l’Urbanisme, professeur à l’École nationale supérieure des arts décoratifs de Paris puis à l’École nationale supérieure des beaux-arts de Paris entre 1945 et 1947, il reçoit, après 1955, les commandes de municipalités de la banlieue parisienne. Il est architecte et urbaniste en chef de la ville de Saint-Denis (Seine-Saint-Denis) où il construit en 1950 la cité Paul-Langevin et l’unité de quartier Fabien. Il est également urbaniste de plusieurs communes dans la région de Nancy.

## Réalisations majeures
- 1924-26 : Huit maisons d'artistes, dont la maison double pour l'écrivain Frank Townshend, la maison Quillé[3] et la maison pour son frère Jean Lurçat[4] dans la villa Seurat, Paris 14e, la villa Bomsel[5] construite en 1925-26 pour l'avocat Edmond Bomsel à Versailles, rue René-Aubert et la Villa Michel construite pour sa belle famille, rue René-Aubert également ;
- 1926-27 : Maison Guggenbühl[6], au 14 rue Nansouty, Paris 14e ;
- 1927 : façade et décoration intérieure de la galerie Barbazanges-Hodebert[7], 109 rue du Faubourg Saint-Honoré, (Paris 8e) ;
- 1929 : Hôtel Nord-Sud[8], Calvi ;
- 1931-32 : Villa Hefferlin, Ville-d'Avray, inscrite au titre des monuments historiques depuis 1974[9] ;
- 1932-33 : Groupe scolaire Karl-Marx, Villejuif, classé au titre des monuments historiques depuis 1996[10] ;
- 1945 : Plan de reconstruction de Maubeuge[11] et réalisation entre 1946 et 1969 d'immeubles (logements et commerces), de maisons individuelles, de l'hôtel de ville, de l'église Saint-Pierre-et-Saint-Paul de Maubeuge[12], d'écoles et d'une caisse commune de sécurité sociale et d'allocations familiales [13] ;
- 1946-67 : Réalisation de cités (un peu plus de 4 000 logements), de groupes scolaires, d'un palais des sports, d'une crèche à Saint-Denis (Seine-Saint-Denis)[14] ;
- 1950 : Maison de Sceaux, réalisée par André Lurçat ; il y habite avec sa famille à partir de 1950 ; l’ensemble de la parcelle sise rue Paul-Couderc a été inscrite au titre des monuments historiques[15] ;
- 1950-67 : Réalisation de cités (environ 1 200 logements), de groupes scolaires, du stade municipal et de l'hôtel de ville, Le Blanc-Mesnil [16] ;
- 1957-62 : Groupe scolaire, Ivry-sur-Seine.

Projet non réalisé
- 1932 : Piste d'atterrissage « Aéroparis » sur l'île aux Cygnes (Paris)[17].

### Galerie

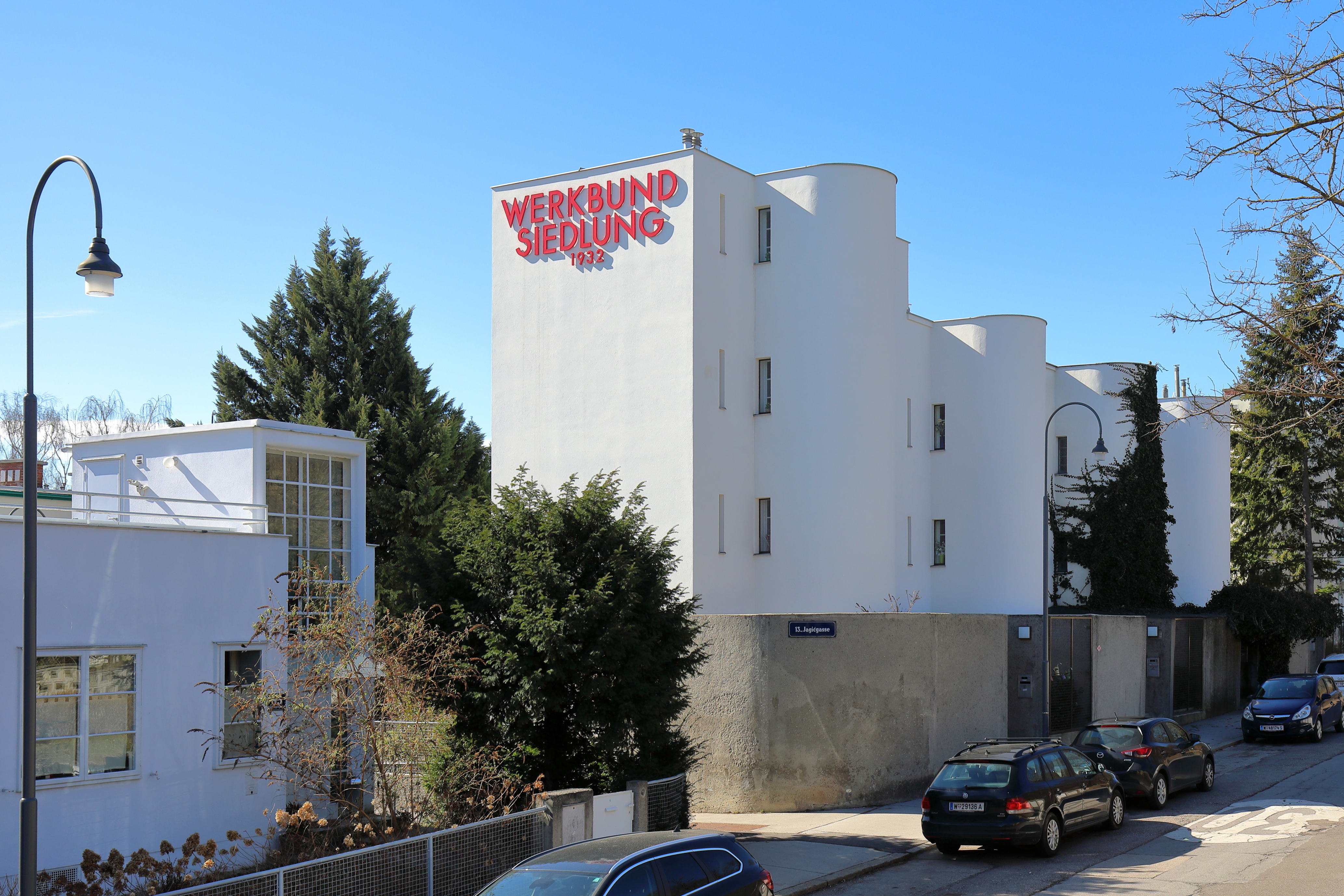
Immeuble à Vienne, 1930.
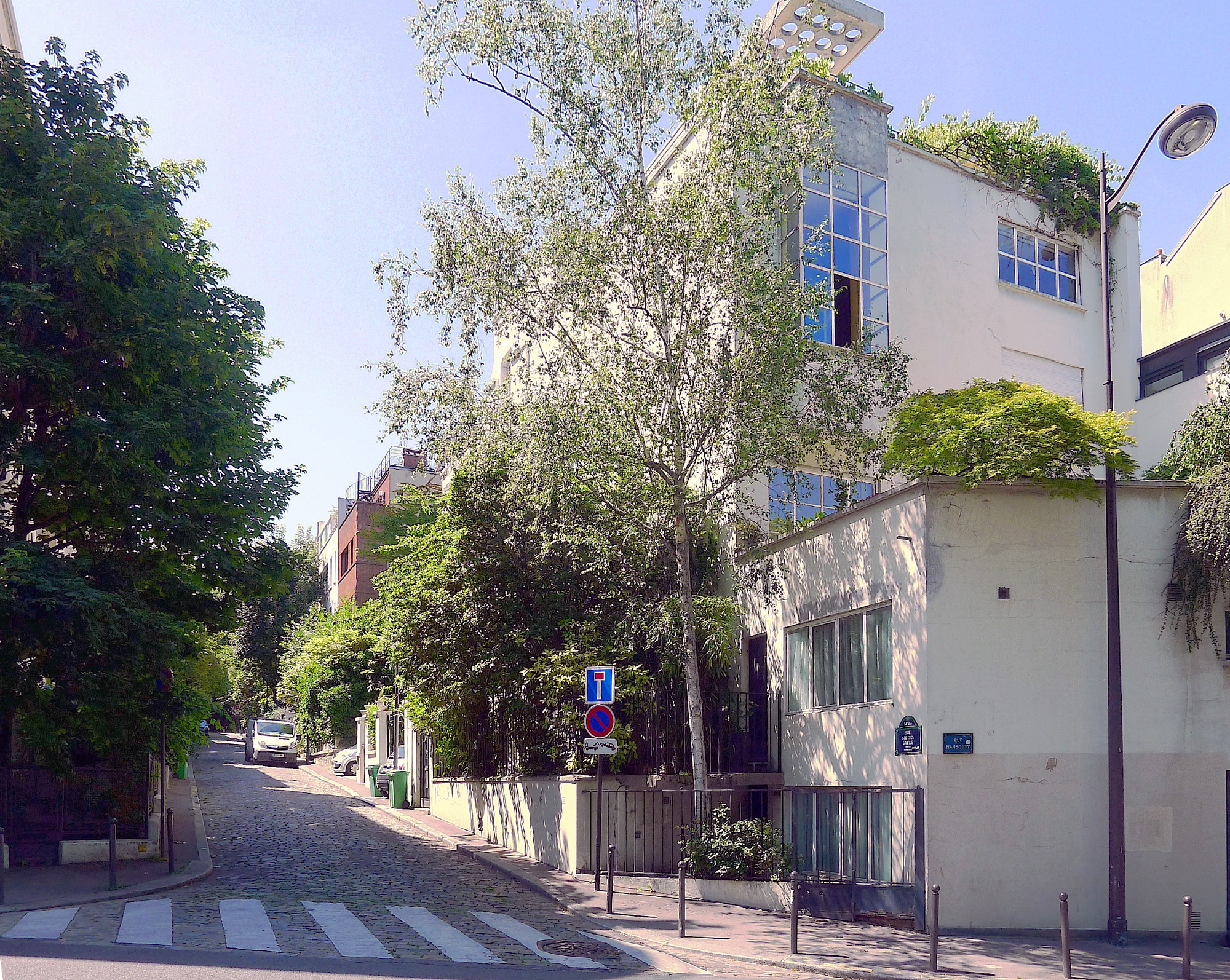
Maison Guggenbuhl, rue Georges-Braque à Paris.
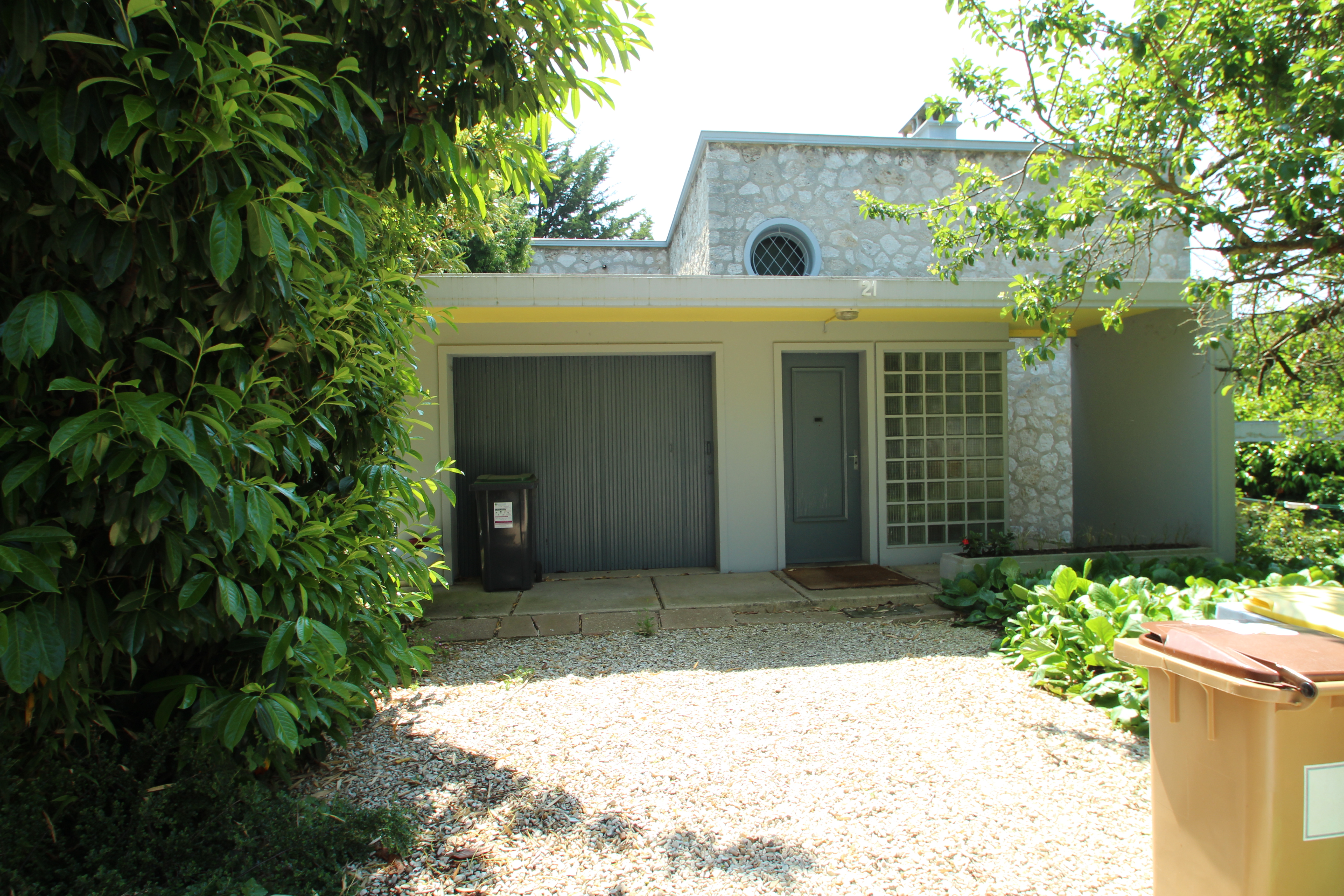
Maison d'André Lurçat à Sceaux.
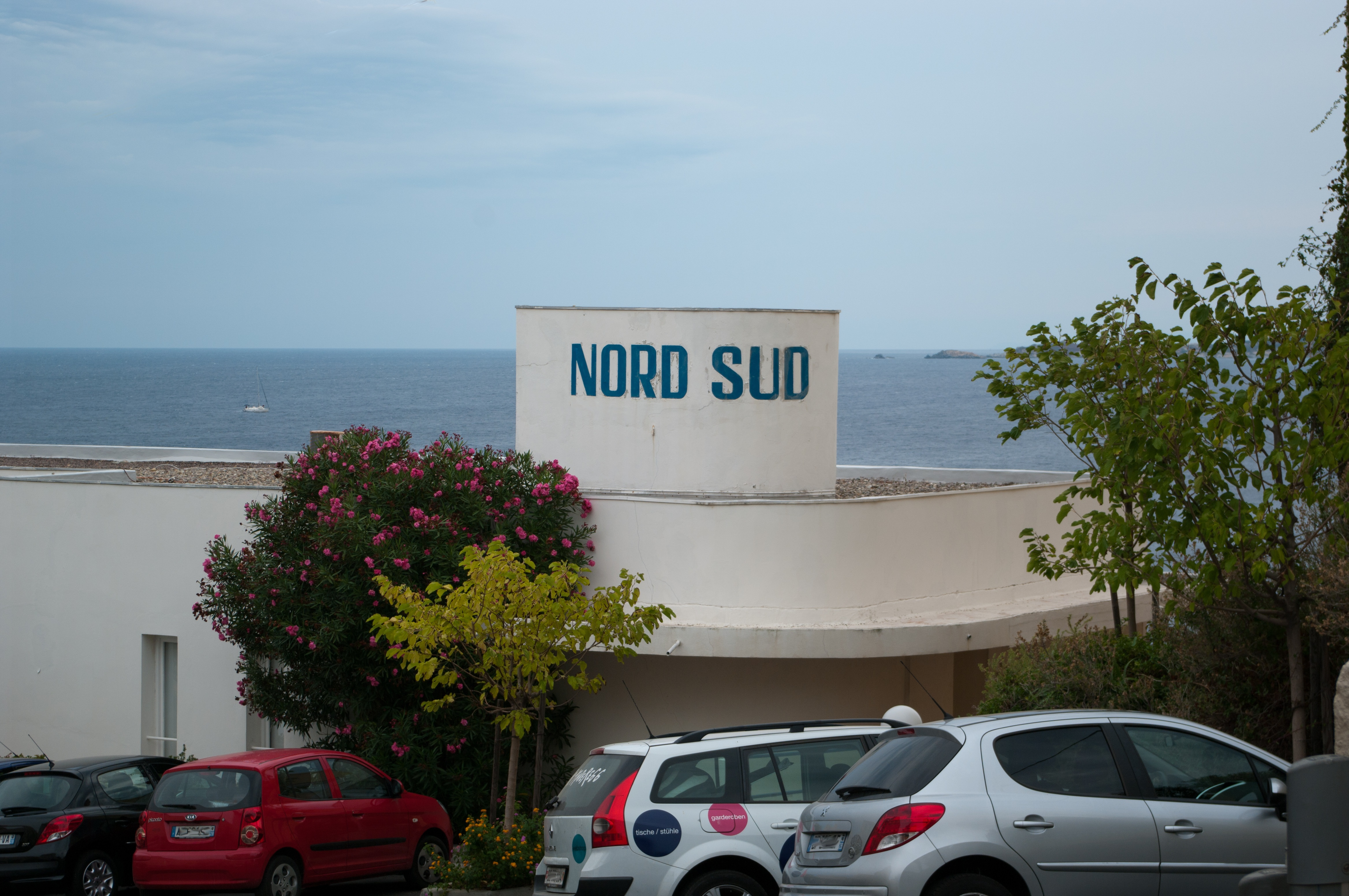
Hôtel Nord Sud à Calvi - Entrée.

## Spécificités architecturales
André Lurçat donne aux bâtiments une valeur politique dans laquelle le communisme a une large influence. Il s'agit d'effacer les inégalités, ainsi il harmonise le niveau du sol de Maubeuge, faisant disparaître la différence entre la ville haute et la ville basse héritée du système féodal. L'esthétique homogène des bâtiments et leur taille moyenne contribuent également à cet objectif.

## Publications
- Architecture, Paris, Au Sans Pareil, 1929
- Formes, composition et lois d'harmonie. Éléments d'une science de l'esthétique architecturale, Paris, Éditions Vincent, Fréal & Cie, 1953
- Œuvres récentes, Paris, Éditions Vincent, Fréal & Cie, 1961.

## Pour approfondir